# Jerry Uelsmann
Jerry Uelsmann, född den 11 juni 1934 i Detroit, Michigan, död den 4 april 2022 i Gainesville, Florida, var en amerikansk fotokonstnär.
Uelsman undervisades en tid av Minor White, och kom att ta intryck av denne, samtidigt som han främst inspirerades av Alfred Stieglitz och Oscar Gustave Rejlander. Han kom att bli den ledande gestalten inom den abstrakta rörelsen inom fotografikonsten. Hans arbeten präglades ofta av popkonstens lekfullhet samtidigt som han sökte ge uttryck åt undermedvetna känslor i sin konst.